# Mars 7
Mars 7 (Russisch: Марс 7) was een Russische onbemande ruimtevlucht naar de planeet Mars. Doel van deze missie was om een lander naar de planeet te vervoeren om een zachte landing uit te voeren.
Deze missie beschikte niet over een orbiter. Na afstoten van de lander zou het resterende deel van de sonde Mars voorbijvliegen.

## Ruimterace
Na het debacle van Mars 2 en 3 zonnen de Russen op nieuwe pogingen om de eerste zachte landing op de rode planeet uit te voeren. De race naar de maan verloren ze weliswaar in 1969, maar door de Koude oorlog was de ruimterace nog steeds in volle gang. 
De NASA liet door beperkte financiële middelen het lanceervenster van 1973 voor wat het was. Nu zagen de Sovjets hun kans schoon om hun concurrenten af te troeven door een belangrijke primeur binnen te halen: de eerste zachte landing op de rode planeet.

## Lanceervenster
Het lanceervenster (voor Mars ongeveer om de twee jaar) van 1973 was aanzienlijk minder gunstig dan dat van 1971. De afstand tussen de Aarde en Mars tijdens oppositie was groter dan voorheen. Dit kwam doordat Mars een elliptischer baan om de Zon beschrijft dan de Aarde, hetgeen resulteert in wisselende onderlinge afstanden tussen deze planeten. Hoe kleiner de afstand, des te meer gewicht kan de draagraket naar de planeet sturen.

## Te zware verkenner
Doordat Mars in 1973 relatief verder weg stond, kon de Sovjet-Unie niet simpelweg volstaan met het lanceren van een kopie van Mars 2/3. Dit type verkenner met een gewicht van ruim 4½ ton was nu te zwaar. Zowel een lander meevoeren als genoeg brandstof voor de remraket (om in een baan rond Mars te komen) meenemen bleek dit keer onmogelijk. De ontwerpers hadden de keus om óf voldoende brandstof voor de afremming mee te nemen óf een lander te transporteren. Lastig, want de communicatie van de lander met de vluchtleiding op aarde verliep normaliter via een rondcirkelende orbiter.

## Nieuwe ontwerpen
Maar nu grepen de partijbonzen in. Het Politburo zat na het fiasco van Mars 2 en Mars 3 dringend om resultaten verlegen. En dit keer mocht het wat kosten: het Kremlin trok royaal de portemonnee en stelde fondsen voor de bouw van vier verkenners beschikbaar om die verwenste Amerikanen voor te zijn.
De Russen besloten tot de bouw van twee verschillende types verkenner. Dit was opmerkelijk, want zowel hun Mars 2 en 3 als de Amerikaanse Viking 1 en 2 maakten gebruik van één type ontwerp met een lander inbegrepen. Van beide types construeerde men twee exemplaren. De Mars 4 en Mars 5 kregen de taak toebedeeld om Mars vanuit een omloopbaan te onderzoeken en borg te staan voor communicatie van de landers met de aarde. Mars 6 en Mars 7 daarentegen zouden Mars slechts voorbijvliegen om een landingsschotel tijdens hun passage te ontkoppelen. Deze landers moesten vervolgens een zachte landing uitvoeren.

## Communicatie-schepen
De Amerikanen roken trouwens wel degelijk lont wat de Russen (letterlijk en figuurlijk) in hun mars hadden; begin juli 1973 kozen zes Russische communicatieschepen het ruime sop. Op deze wijze konden de Russen langdurig contact met hun verkenners onderhouden, wat anders niet mogelijk was (door rotatie van de aarde) omdat zij niet over zo'n uitgebreid netwerk van grondstations als NASA beschikten. Toen deze op 11 juli 1973 ook nog eens een extra communicatiesatelliet omhoogschoten om de verbindingen tussen die schepen en het vluchtleidingscentrum te onderhouden wist het Witte Huis voldoende: hun communistische vakbroeders waren hen een kool aan het stoven.

## Technische uitrusting

### Gewicht
Deze verkenner woog in totaal 3260 kg, de lander woog voor afstoting 1200 kg, na de landing 635 kg.

### Wetenschappelijke instrumenten moederschip
- Telefotometer, om opnames van Mars te maken.
- Lyman-alpha sensor, om waterstof in de bovenste atmosfeerlagen op te sporen.
- Magnetometer.
- Detectoren voor kosmische straling.
- Detector voor micrometeorieten.
- Zonneradiometer om radiogolven met lange golflengte van de zon te meten (geleverd door Frankrijk).
- Instrumenten om de zonnewind en het effect van Mars hierop te meten.
- Occultatie-experiment met betrekking tot Martiaanse ionosfeer en atmosfeer.[5]

### Wetenschappelijke instrumenten lander
- Radiohoogtemeter.
- Versnellingsmeter, om de atmosferische dichtheid tijdens de afdaling te meten.
- Panoramische telefotometer om de omgeving rond de lander in kaart te brengen.
- Thermometer.
- Windmeter.
- Drukmeter.
- Dichtheidsmeter.
- Massaspectrometer, om de samenstelling van de Marsatmosfeer te bepalen.
- Bodemanalyse-apparatuur.[5]

## Missieverloop

### Lancering
Mars 7 werd gelanceerd op 9 augustus 1973 met een Proton draagraket vanaf Bajkonoer. Overigens werd Mars 7 vier dagen later gelanceerd dan Mars 6, maar kwam desondanks toch drie dagen eerder dan haar zusterschip aan.

### Aankomst bij Mars
Nadat de verkenner op 16 augustus 1973 een geslaagde koerswijziging uitvoerde, arriveerde Mars 7 op 9 maart 1974 bij de rode planeet. Helaas ging er tijdens de lange vlucht naar Mars iets mis door een slecht functionerende computerchip. Dit beïnvloedde de werking van de hoogtecontrole of remraket op fatale wijze. De Mars 7 ontkoppelde zijn landingsschotel vier uur te vroeg, waardoor de lander Mars op 1300 km miste. Nadien kwamen zowel moederschip als lander in heliocentrische banen.